# Noemi Tener
Noemi Tener Israel (ur. 14 września 1989) – filipińska zapaśniczka walcząca w stylu wolnym. Srebrna medalistka igrzysk Azji Południowo-Wschodniej w 2019 i 2021. Zajęła ósme miejsce na mistrzostwach Azji juniorów w 2009. Trzecia na plażowych igrzyskach azjatyckich w 2016. Złota medalistka mistrzostw Azji Południowo-Wschodniej w 2018; brązowa w 2017 roku.